# Peter Henry Emerson

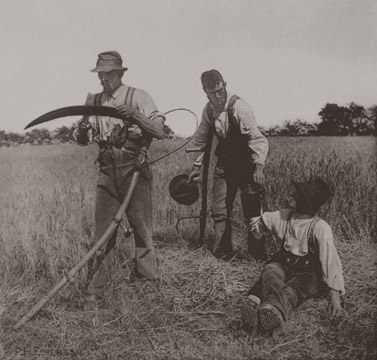
Bei der Gerstenernte, ca. 1886

Peter Henry Emerson (* 13. Mai 1856 in Sagua la Grande, Kuba; † 12. Mai 1936 in Falmouth, England) war ein englischer Fotograf und Arzt kubanischer Herkunft.
Emerson war zu seiner Zeit einer der bedeutendsten Programmatiker der Fotografie. Im März 1886 hielt er den Vortrag Photography, a Pictorial Art (Fotografie als Bildkunst) vor dem Londoner „Camera Club“, in dem er eine auf wissenschaftlichen Prinzipien fußende Theorie der Kunst beschrieb: Aufgabe des Künstlers sei, die Wirkung der Natur auf das Auge nachzuahmen. Die Fotografie sei hierbei der Radierung, dem Holzschnitt und der Kohlezeichnung überlegen, was die Genauigkeit der perspektivischen Wiedergabe angehe. Emerson empfahl für das Kopieren den Platindruck oder die Fotoradierung (Fotogravüre) sowie eine einfache Ausrüstung für das Fotografieren: eine Mattscheibenkamera, ein robustes Stativ und ein Objektiv mit relativ langer Brennweite. Handkameras hielt er für unbrauchbar, auch lehnte er das Vergrößern und Retuschieren als verfälschend ab.
Seine Hauptschrift „Naturalistic Photography“ erschien erstmals 1889. Darin beschäftigte er sich vor allem mit dem Verhältnis von menschlicher Wahrnehmung und Fotografie und proklamierte die Technik des „Out of Focus“, der künstlerischen Unschärfe. Dabei sollte der Fotograf sein Motiv so ablichten, wie der Mensch es auch mit seinen Augen sieht: der Hauptgegenstand des Bildes scharf, alles andere aber leicht unscharf. Weitere Thesen waren, dass der Schärfenverlauf stufenlos sein sollte und der Fotograf seine Technik bewusst zum Einsatz bringen musste, um den von ihm gewünschten Effekt der exakten Nachahmung des natürlichen Sehens zu erreichen. Des Weiteren argumentierte Emerson für die Etablierung der Fotografie als Kunst, gleichwertig mit Gemälden.
Emerson war wohl einer der umstrittensten und am meisten missverstandenen Fototheoretiker seiner Zeit. Viele seiner Thesen waren umstritten, und seine künstlerische Unschärfe wurde von anderen oft so auf die Spitze getrieben, dass alles auf dem Bild wie in einem Nebel verschwamm.
1891 veröffentlichte Emerson eine überarbeitete Version von „Naturalistic Photography“ und 1899 schließlich eine dritte Version, in der er seinen Anspruch, Fotografie sei Kunst, komplett widerrief. Allerdings hatte dieser Widerruf längst nicht dieselben Auswirkungen auf die Öffentlichkeit wie seine erste Schrift, und auch Emerson selbst arbeitete nach seinen Prinzipien weiter, allerdings nicht mehr mit dem Anspruch, Kunst zu produzieren.
Emerson gehörte der Bewegung der Piktorialisten zum Ende des 19. Jahrhunderts an, welche sich stark am Impressionismus orientierte. Er prägte zusammen mit Alfred Stieglitz das Prinzip der „Intentional Creation“: alles, von der Wahl des Themas zur Komposition, vom Design des Formats zur Wahl der Linse und der verwendeten Materialien, um das endgültige Bild zu drucken, all dies mussten Entscheidungen sein, die aufgrund von technischem Wissen und der genauen Vorstellung des Endergebnisses gefällt wurden - nichts war zufällig! Man war bestrebt, Emotionen darzustellen, eine Stimmung aus Licht und Schatten zu kreieren, nicht bloß Objekte einzufangen. Dies war vor allem eine Gegenbewegung zur damals aufkommenden Amateurfotografie mit Handkameras, die erstmals eine wahre Bilderflut auslöste. Als Leitsatz dieser Bewegung mag „Bloßes Auslösen ist keine Kunst!“ gelten.

## Publikationen (Auswahl)
- Paul Ray at the Hospital: a Picture of Student Life (1882)
- Life and Landscape on the Norfolk Broads (1886)
- Pictures from Life in Field and Fen (1887)
- The Compleat Angler, or, The Contemplative Man's Recreation. Being a Discourse of Rivers, Fish-Ponds, Fish, and Fishing geschrieben von Izaak Walton und Fotos von Emerson (1888)
- Idylls of the Norfolk Broads (1888)
- Pictures of East Anglian Life (1888)
- Naturalistic photography for students of the art.   Publisher: Sampson Low, Marston, Searle & Rivington London, 1889
- Wild Life on a Tidal Water (1890)
- On English Lagoons (1893)
- Birds, Beasts and Fishes of the Norfolk Broadland (1895)
- Marsh Leaves (1895)
- Caóba, the Guerilla Chief. A Real Romance of the Cuban Rebellion (1897)
- The English Emersons; a genealogical historical sketch of the family from the earliest times to the end of the seventeenth century, including various modern pedigrees, with an appendix of authorities.
- The English Emersons, a genealogical historical sketch to the end of the 17th century (1898)
- Suggested Amended Billiard Rules for Amateur Players (1908)
- Bücher von Peter Henry Emerson im Internet Archive - Online